# Pleurotus gardneri
O Pleurotus gardneri (chamado anteriormente de Agaricus phosphorescens) é uma espécie de cogumelo fluorescente.